# Parlamentáris köztársaság
A parlamentáris köztársaság olyan köztársaság, amely parlamentáris rendszer alatt működik, ahol a törvényhozó és a végrehajtó hatalmi ágak nem különülnek el egyértelműen, a végrehajtó hatalom fölötti ellenőrzést is a törvényhozás látja el (a tényleges végrehajtói hatalommal rendelkező kormányfőt nem közvetlenül választják a választók, hanem a parlament szavaz neki bizalmat), viszont az államfő és a kormányfő szerepe és személye világosan elkülönül – az utóbbi a valós hatalom feje. A köztársasági elnök jogosultságai gyengék (bár ő az állam első embere), a parlamentnek alárendelten működik, főként protokolláris szerep jut neki, és többnyire a parlament választja. Ez a kormányforma főleg Európában jellemző.
Magyarország jelenlegi államformája köztársaság, kormányformája pedig parlamentáris köztársaság.

## Jelenlegi parlamentáris köztársaságok

Narancssárga szín: A parlamentáris rendszer a világ országaiban (2021)

### Afrika
1. Etiópia
2. Mauritius
3. Szomália

### Amerika
1. Barbados
2. Dominikai Közösség
3. Trinidad és Tobago

### Ausztrália és Óceánia
1. Szamoa
2. Vanuatu

### Ázsia
1. Banglades
2. India
3. Izrael
4. Kelet-Timor
5. Nepál
6. Szingapúr

### Európa

Az EU államformái
félelnöki köztársaság
parlamentáris köztársaság
parlamentáris alkotmányos monarchia

1. Albánia
2. Ausztria
3. Bulgária
4. Csehország
5. Észtország
6. Finnország
7. Görögország
8. Horvátország
9. Izland
10. Írország
11. Lengyelország
12. Lettország
13. Litvánia
14. Észak-Macedónia
15. Magyarország, egykamarás parlament
16. Málta
17. Németország, kétkamarás parlament
18. Olaszország, kétkamarás
19. Portugália
20. Szerbia
21. Szlovákia
22. Szlovénia